# Adolf Heinrich von Grabow
Adolf Heinrich von Grabow (ur. 1782, zm. 21 października 1868) – generał, Honorowy Obywatel Miasta Gdańska.

## Życiorys
Adolf Heinrich von Grabow urodził się w 1782. Od młodości służył w armii pruskiej, brał udział w wojnach napoleońskich. W 1838 został dowódcą 2. Dywizji w Gdańsku, w 1842 został mianowany generałem-lejtnantem. W latach 1848–1849 był generałem wojskowym Gdańska. W 1849 został dowódcą okręgu wojskowego w Szczecinie, tuż przed wyjazdem z Gdańska został uhonorowany honorowym obywatelstwem. Od 1857 był generałem-adiutantem królów pruskich, Fryderyka Wilhelma IV i Wilhelma I. Funkcję tę pełnił do swojej śmierci 21 października 1868.